# Darren Maatsen
Darren Maatsen (Vlaardingen, 30 januari 1991) is een Nederlands voetballer die als aanvaller speelt. Ook zijn broer Dalian Maatsen is voetballer.

## Carrière
Maatsen begon met voetballen in de jeugd bij vv HVO (later hernoemd tot SV CWO) in Vlaardingen. Hier speelde hij tot en met de B-junioren (landelijke jeugd), waarna hij werd opgenomen in de jeugdopleiding van FC Dordrecht. Die liet hij na één jaar achter zich. Maatsen stapte in de A-jeugd over naar Excelsior Maassluis, Hier debuteerde hij in het seizoen 2009/10 in het eerste elftal, waarmee hij promoveerde naar de Hoofdklasse. In het seizoen 2010/11 maakte hij zes doelpunten in de Hoofdklasse. In 2011 tekende hij een contract bij SBV Excelsior.
Maatsen tekende in de zomer van 2013 een contract bij Ross County. Hij speelde zijn eerste competitiewedstrijd voor de club tegen Celtic op Celtic Park. Hij opende die wedstrijd de score. Maatsen verloor vervolgens met Ross County wel met 2-1.
Maatsen keerde in februari 2015 terug naar Nederland, waar hij op amateurbasis aansloot bij FC Den Bosch. Maatsen zou in de zomer van 2015 aansluiten bij Topklasser VV IJsselmeervogels, maar vond eind augustus in AO Agia Napa op Cyprus een nieuwe profclub. Daar vertrok hij na een half jaar. In januari 2016 tekende hij, na een stage, een contract tot medio 2016 met een optie op nog een seizoen bij Go Ahead Eagles. In de zomer van 2017 vertrekt hij naar het Griekse Apollon Smyrnis. In 2018 mocht hij transfervrij vertrekken. 
Op 17 juli 2018 tekende Darren Maatsen een tweejarig contract bij RKC Waalwijk. In juni 2020 ging Maatsen naar het Noorse Stabæk Fotball dat uitkomt in de Eliteserien Op 23 augustus 2021 tekent hij een contract bij Quick Boys tot 2022.

## Statistieken
| Seizoen | Club            | Land        | Competitie              | Wed. | Goals |
| ------- | --------------- | ----------- | ----------------------- | ---- | ----- |
| 2011/12 | SBV Excelsior   | Nederland   | Eredivisie              | 28   | 5     |
| 2012/13 | SBV Excelsior   | Nederland   | Eerste divisie          | 24   | 0     |
| 2013/14 | Ross County     | Schotland   | Scottish Premier League | 10   | 1     |
| 2014/15 | Ross County     | Schotland   | Scottish Premier League | 8    | 2     |
| 2014/15 | FC Den Bosch    | Nederland   | Eerste divisie          | 16   | 2     |
| 2015/16 | AO Agia Napa    | Cyprus      | A Divizion              | 8    | 1     |
| 2015/16 | Go Ahead Eagles | Nederland   | Eerste divisie          | 17   | 3     |
| 2016/17 | Go Ahead Eagles | Nederland   | Eredivisie              | 25   | 4     |
| 2017/18 | Apollon Smyrnis | Griekenland | Super League            | 9    | 2     |
| 2018/19 | RKC Waalwijk    | Nederland   | Eerste divisie          | 32   | 10    |
| 2019/20 | RKC Waalwijk    | Nederland   | Eredivisie              | 19   | 2     |
| 2019/20 | Stabaek IF      | Noorwegen   | Eliteserien             | 18   | 3     |
| 2020/21 | NAC Breda       | Nederland   | Eerste divisie          | 7    | 0     |
| 2021/22 | Quick Boys      | Nederland   | Tweede divisie          | 0    | 0     |
| Totaal  | Totaal          | Totaal      | Totaal                  | 221  | 35    |